# Ailill mac Áedo Róin
Ailill mac Áedo Róin (mort en 639) est un roi d' Uí Failghe, un peuple Laigin du Comté d'Offaly il semble avoir régné de 604 à 639.

## Contexte
Ailill est le fils d'un roi précédent, Áed Rón mac Cathail (mort en 604). Il est mentionné dans la « Liste de Rois » du Livre de Leinster qui ne lui accorde qu'un règne de 24 ans et dans un poème des  généalogies sur le fort royal de Rathangan, dans le comté de Kildare. Les Annales irlandaises ne relèvent que sa mort. Les souverains postérieurs descendent de son oncle Máel Uma.

## Sources
- (en) Gearóid Mac Niocaill, Ireland before Vikings, Dublin, Gill & Macmillan, 1972
- (en) Francis John Byrne, Irish Kings and High-Kings, Dublin, Courts Press History Classics, 2001 (ISBN 1-851-82-196-1).